# غرغين (خبر بافت)
غرغین (بالفارسية: گرگین) هي قرية تقع في إيران في Khabar Rural District. يقدر عدد سكانها بـ 175 نسمة .